# Tam giác U

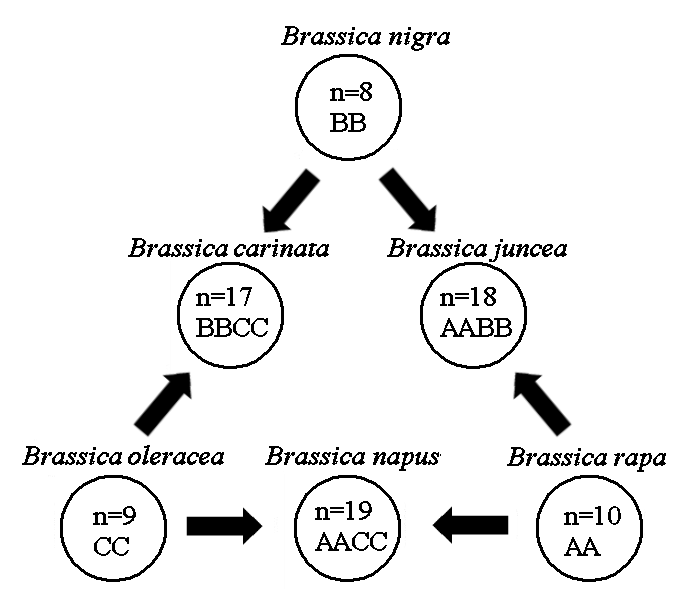
Tam giác U:Tổng quan về quan hệ di truyền giữa các thành viên khác nhau của chi Brassica. Bộ nhiễm sắc thể từ mỗi một bộ gen A, B và C được thể hiện là AA, BB, CC. Hình vẽ chỉ ra nguồn gốc của các loài AABB, AACC và BBCC với bộ nhiễm sắc thể có từ các tổ tiên AA, BB và CC.

Tam giác U mô tả quá trình tiến hóa và quan hệ giữa các thành viên của chi thực vật Brassica.Dữ liệu của U chỉ ra rằng ở đây có ba bộ gen tổ tiên khác nhau (tự chúng là các loài tách rời trong chi Brassica) và tổ hợp với nhau để tạo ra ba tổ hợp gen mới được tìm thấy trong ba loại rau cải và cải dầu phổ biến khác mà chúng ta biết đến ngày nay. Các dữ liệu này hiện nay đã được xác nhận bởi các nghiên cứu phân tử đối với DNA và các protein.
Thuyết này được đặt theo tên của N. U, một nhà thực vật học người Triều Tiên làm việc tại Nhật Bản, đã công bố nó năm 1935. Ông tạo ra các cây lai ghép tổng hợp giữa các loài lưỡng bội và tứ bội để kiểm tra xem các nhiễm sắc thể đã ghép cặp như thế nào trong thể tam bội được tạo ra. Công trình của ông chịu ảnh hưởng của công trình do Kihara tiến hành về nguồn gốc của lúa mì hay lúa mì thể lục bội và quan hệ của nó với các tổ tiên lưỡng bội.
Tam giác U chỉ ra bằng cách nào mà ba loài Brassica mới đã thu được từ ba bộ gen tổ tiên, được ký hiệu bằng các chữ cái AA, BB, CC. Đứng độc lập, mỗi một bộ gen lưỡng bội này tạo ra một loài Brassica phổ biến. Chữ cái n=số là ký hiệu để chỉ số lượng nhiễm sắc thể trong mỗi bộ gen, và đây là số lượng tìm thấy trong phấn hoa hay noãn. Ví dụ, Brassica rapa có A - n = 10 (hay AA - 2n = 20). Điều này có nghĩa là mỗi tế bào xôma (tế bào thể) của thực vật chứa hai bản sao bộ gen hoàn chỉnh (lưỡng bội) và mỗi bộ gen có 10 nhiễm sắc thể. Vì thế mỗi tế bào sẽ chứa 20 nhiễm sắc thể, do nó là lưỡng bội 2n = 2x = 20.
- AA - 2n=2x=20 - Brassica rapa (đồng nghĩa Brassica campestris) - cải củ turnip, cải thìa, cải thảo
- BB - 2n=2x=16 - Brassica nigra - mù tạc đen
- CC - 2n=2x=18 - Brassica oleracea - cải bắp, cải xoăn, cải bông xanh, cải Brussels, súp lơ, su hào, cải làn[1]

Ba loài này tồn tại như là các loài độc lập. Nhưng do chúng có quan hệ họ hàng rất gần nên chúng có khả năng lai giống. Quá trình lai giống liên loài này cho phép hình thành ba loài Brassica tứ bội mới. Do chúng là kết quả của các bộ gen từ hai loài khác nhau, các giống thực vật lai ghép này được gọi là tứ bội lai ghép (chứa bốn bộ gen, thu được từ hai tổ tiên lưỡng bội khác nhau). (Các dữ liệu từ phân tích phân tử chỉ ra rằng ba loài lưỡng bội là đa bội cổ).
- AABB - 2n=4x=36 -Brassica juncea - mù tạc Ấn Độ, cải canh
- AACC - 2n=4x=38 -Brassica napus - cải dầu, cải củ Thụy Điển
- BBCC - 2n=4x=34 -Brassica carinata - mù tạc Ethiopia

## Lưu ý
1. ↑  Đúng ra là cải lan, nhưng nói chung người ta chỉ dùng từ cải làn